# Оксфорд Тауншип (Нью-Джерсі)
Оксфорд Тауншип (англ. Oxford Township) — селище (англ. township) в США, в окрузі Воррен штату Нью-Джерсі. Населення — 2444 особи (2020).

## Демографія
Згідно з переписом 2010 року, у селищі мешкало 2514 осіб у 950 домогосподарствах у складі 675 родин. Було 1033 помешкання
Расовий склад населення:
| - 95,0 % — білих - 1,6 % — чорних або афроамериканців - 1,5 % — азіатів |

До двох чи більше рас належало 1,2 %. Частка іспаномовних становила 3,8 % від усіх жителів.
За віковим діапазоном населення розподілялося таким чином: 24,0 % — особи молодші 18 років, 63,6 % — особи у віці 18—64 років, 12,4 % — особи у віці 65 років та старші. Медіана віку мешканця становила 41,1 року. На 100 осіб жіночої статі у селищі припадало 94,7 чоловіків;  на 100 жінок у віці від 18 років та старших — 93,7 чоловіків також старших 18 років.
Середній дохід на одне домашнє господарство  становив 83 352 долари США (медіана — 72 311), а середній дохід на одну сім'ю — 101 311 долар (медіана — 89 773). Медіана доходів становила 65 375 доларів для чоловіків та 46 429 доларів для жінок. За межею бідності перебувало 4,0 % осіб, у тому числі 0,0 % дітей у віці до 18 років та 7,4 % осіб у віці 65 років та старших.
Цивільне працевлаштоване населення становило 1223 особи. Основні галузі зайнятості: освіта, охорона здоров'я та соціальна допомога — 20,5 %, науковці, спеціалісти, менеджери — 13,3 %, роздрібна торгівля — 11,5 %, будівництво — 10,9 %.